# Paul Gottfried Sperling
Paul Gottfried Sperling (* 18. Februar 1652 in Wittenberg; † 23. Februar 1709 ebenda) war ein deutscher Mediziner.

## Leben
Er wurde als Sohn des Johann Sperling und dessen Frau Elisabeth Müller geboren. Seinen ersten Unterricht erhielt er von Privatlehrern, wobei Caspar Leyser einen maßgeblichen Einfluss auf ihn ausgeübt hatte. Durch die Förderung des Kurfürsten Johann Georg II. von Sachsen wurde er am 17. September 1668 unter die Alumnen der kurfürstlichen Landesschule in Pforta aufgenommen. Hier war Johann Kühn (1603–1680) und Johann Georg Lorenz seine Lehrer, unter denen er sich bis zum 2. September 1672 das Rüstzeug für ein Hochschulstudium erwarb. Am 20. September 1672 immatrikulierte er sich an der Universität Wittenberg wo er sich bei Konrad Viktor Schneider, Michael Sennert und Jeremias Lossius (1643–1684) seine ersten Grundlagen eines medizinischen Studiums erarbeitete.
Bald aber wechselte er an die Universität Jena, wo er in August Heinrich Fasch, Rudolph Wilhelm Krause der Jüngere und Georg Wolfgang Wedel weitere Lehrer fand. Sie machten ihn mit der Botanik, der Pharmazie, sowie der theoretischen und praktischen Medizin vertraut. Nachdem er mehrere Disputationen gehalten hatte, wurde er 1680 Lizentiat der Medizin und am 9. Februar 1681 in Jena zum Doktor der Medizin promoviert. Sperling kehrte in seine Heimatstadt zurück, wo er sich als praktischer Arzt und Privatdozent betätigte. Dabei hatte er solch überzeugende Arbeit abgeliefert, so dass man ihm am 13. September 1695 die dritte Professur der Anatomie und Botanik an der Wittenberger Hochschule übertrug.
Neben Ausführungen zur Chirurgie beschäftigte er sich mit den Heilmitteln, wozu er auch Mineralien und Metalle heranzog. Außerdem fertigte er Herbarien und anatomische Präparate an, wozu ihm in seinen letzten Lebensjahren vor allem Johann Heinrich von Heucher zur Hand ging. Karl Wilhelm von Anhalt-Zerbst hatte ihn als geschickten und gelehrten Arzt zu seinem Leibarzt ernannt. Sperling hatte sich auch an den organisatorischen Aufgaben der Wittenberger Hochschule beteiligt. So war er Dekan der medizinischen Fakultät gewesen sowie in den Wintersemestern 1697 Rektor und 1703 gleichbedeutender Prorektor der Alma Mater. Nach seinem Tod wurde er am 3. März in der Wittenberger Stadtkirche begraben, wo man ihm auch ein Epitaph errichtete.
Sperling war 1698 verheiratet mit Anna Sophia Kaempfin. Aus der Ehe stammen zwei Töchter Johanna Sohia (* 25. Juli 1699 in Wittenberg) und Christina Beata (* 17. Juli 1701 in Wittenberg).

## Werkauswahl
Mit Sperlings Namen sind einige medizinische Dissertationen verbunden. Sie stammen vornehmlich aus seiner Hochschultätigkeit, wo er als Praeses bei unterschiedlichen Respondenten gewirkt hatte.
- (Als Respondent) Disputationem Inauguralem Medicam De Pervigilio. Werther, Jena 1680. ([Disputationem Inauguralem Medicam De Pervigilio Digitalisat])
- Paul Gottfried Sperling, Consentiente. Jena 1680.
- Lectori Benevolo, inprimis Medicinae Ac Rei Herbariae Studiosis. Wittenberg 1695.
- Ad Anatomen Publicam Cadaveris Foeminei officiose. Wittenberg 1697.
- Disputationem Solennem Medicam, De Incontinentia Urinae. (Resp. Christoph Daniel Distel) Haken, Wittenberg 1697. (Digitalisat)
- Programma de aretissimo animae et corporis vinculo.Kreusig, Wittenberg 1698. (Digitalisat)
- Lectori Benevolo S. P. D. Eumque Ad Anatomen Publicam, Cadaveris Masculini, officiose invitat. Wittenberg 1703. (Digitalisat)
- Dissertationem inauguralem, de plica polonica, Germ. Weichsel-Zopff. (Resp. Johannes Hynitzsch) Gerdes, Wittenberg 1702. (Digitalisat)